# Виза EB-1
Виза EB-1 (англ. EB-1 visa) — привилегированная категория виз для получения постоянного вида на жительство в США на основе трудоустройства, предназначенная для приоритетных работников, которые либо обладают экстраординарными способностями, либо являются выдающимися профессорами и исследователями, или руководителями и менеджерами иностранных компаний, переведённые в Соединённые Штаты. Данная иммиграционная виза была введена после принятия Конгрессом Закона об иммиграции 1990 года.

## Категории
Виза EB-1 выдаётся трём типам людей:
- Лицам с экстраординарными способностями в науке, искусстве, образовании, бизнесе или спорте, которые продемонстрировали национальное или международное признание и чьи достижения были признаны в данной области благодаря обширной документации[1][3][4].
- Выдающимся профессорам и исследователям, признанным на международном уровне за выдающиеся научные достижения в определённой области. Они должны иметь не менее 3-х лет опыта преподавания или исследований в данной академической области и въехать в США на должность преподавателя или исследователя, имеющего право занимать должность с сохранением статуса или сопоставимую должность в университете или другом высшем учебном заведении[1].
- Некоторым руководителям и менеджерам иностранных компаний, переводимым в США. Они должны быть трудоустроены в течение последних 3-х лет, по крайней мере, один год за пределами США на руководящей должности в той же компании, которая будет трудоустраивать их в США, или в родственной компании[5].

## Требования к получению визы
Для лиц с экстраординарными способностями необходимо либо предоставить крупную международно признанную награду, либо соответствовать 3 из 10 перечисленных ниже критериев:
- Подтверждение получения менее значительных национально или международно признанных премий или наград за выдающиеся достижения.
- Доказательство членства в ассоциациях в данной области, которые требуют выдающихся достижений от своих членов.
- Доказательство публикации материалов о заявителе в профессиональных или крупных отраслевых изданиях или других крупных средствах массовой информации.
- Доказательства того, что заявителя попросили оценить работу других, индивидуально или в составе комиссии.
- Доказательства оригинального научного, исследовательского, художественного, спортивного или делового вклада, имеющего большое значение для данной области.
- Доказательства авторства научных статей в профессиональных или крупных отраслевых изданиях или других крупных СМИ.
- Доказательства того, что работы заявителя выставлялись на художественных выставках или витринах.
- Свидетельства того, что заявитель играл ведущую или решающую роль в известных организациях.
- Свидетельства того, что заявитель получает высокую заработную плату или другое значительно более высокое вознаграждение по сравнению с другими в данной области.
- Свидетельства коммерческих успехов заявителя в сфере исполнительского искусства.

Для того чтобы продемонстрировать, что заявитель является выдающимся профессором или исследователем, он должен соответствовать 2 из 6 перечисленных ниже критериев:
- Доказательство получения крупных премий или наград за выдающиеся достижения.
- Доказательство членства в ассоциациях, которые требуют от своих членов демонстрации выдающихся достижений.
- Свидетельства публикации материалов в профессиональных изданиях, написанных другими людьми о работе иностранца в академической области.
- Свидетельства участия в составе группы или индивидуально, в качестве судьи работы других лиц в той же или смежной академической области.
- Свидетельства оригинального вклада в научные исследования в данной области.
- Свидетельство авторства научных книг или статей (в научных журналах с международным тиражом) в данной области.

Заявитель, являющийся руководителем и менеджером иностранных компаний, должен показать, что иностранный работодатель и работодатель в США являются одним и тем же работодателем или связаны как материнская или дочерняя компания, или как аффилированные лица:
- Работодатель, подающий петицию, должен быть работодателем в США.
- Работодатель должен вести бизнес не менее 1 года в качестве аффилированного лица, дочернего предприятия или той же корпорации, которая наняла бенефициара за рубежом.
- Бенефициар должен быть занят на управленческой или руководящей должности.

Примечательно, что для получения визы EB-1 не требуется сертификации о трудоустройстве и предложения о работе, тем самым заявителям на данную категорию гораздо быстрее получить Грин-карту, чем заявителям на визы EB-2 и EB-3.
В 2016 и 2017 годах большой спрос на грин-карту EB-1C для руководителей и менеджеров привёл к регрессу грин-карт по EB-1 у заявителей от Индии и Китая, что означает, что индийским и китайским учёным приходится ждать дополнительное время, чтобы получить вид на жительство, независимо от того, насколько они квалифицированы.

## Статистика
Ниже приведена статистика выдачи визы EB-1, как для самих рабочих, так и для супругов и детей держателей данной категории виз.
| Год  | Всего    |
| ---- | -------- |
| 2000 | 5 780    |
| 2001 | ▲ 12 208 |
| 2002 | ▼ 9 485  |
| 2003 | ▼ 6 359  |
| 2004 | ▼ 4 151  |
| 2005 | ▲ 4 671  |
| 2006 | ▲ 4 971  |
| 2007 | ▼ 2 749  |
| 2008 | ▼ 1 549  |
| 2009 | ▼ 1 524  |
| 2010 | ▲ 1 971  |
| 2011 | ▼ 1 612  |
| 2012 | ▼ 1 534  |
| 2013 | ▲ 1 722  |
| 2014 | ▼ 1 680  |
| 2015 | ▲ 1 891  |
| 2016 | ▲ 2 361  |
| 2017 | ▲ 2 529  |
| 2018 | ▲ 3 854  |
| 2019 | ▼ 2 223  |
| 2020 | ▼ 1 280  |